# قناة ماجد للأطفال
قناة ماجد هي قناة تلفزيونية عربية إماراتية تابعة لشبكة أبو ظبي للإعلام وهي متخصصة في برامج الأطفال، بدأ بثها الرسمي في 25 سبتمبر 2015.

## التأسيس
رفعت شبكة أبو ظبي للإعلام الستار عن اسم قناة الأطفال الجديدة التي تم الإعلان عنها خلال الانطلاقة الجديدة لشبكة القنوات آذار الماضي. وتقدم القناة التي بدأت البث الرسمي في شهر سبتمبر 2015 مجموعة من البرامج والرسوم المتحركة تم إعدادها بالتعاون مع شركاء محليين وعالميين بهدف تنمية إدراك الأطفال وتشجيعهم على الإبداع والابتكارمن خلال محتوى مميز يمزج بين التسلية والفائدة.
وتعتبر «قناة ماجد» الأولى على مستوى الشرق الأوسط بما تملكه من ملكية فكرية خاصة لمكتبة ضخمة من الشخصيات والرسوم الكرتونية التي رافقت مجلة ماجد منذ الثمانينات وحتى الآن.

## ماجد والزمن الجميل
وعن اختيار اسم «ماجد» للقناة أشار محمد إبرهيم المحمود، رئيس مجلس إدارة أبو ظبي للإعلام والعضو المنتدب ورئيس مجلس إدارة مؤسسة ماجد للترفيه أن الاسم جاء تيمنا باسم أشهر مطبوعات أبو ظبي للإعلام «مجلة ماجد» التي رسمت ملامح جيل الآباء فكان ماجد صديقاً قريباً ينتظره الأطفال كل أربعاء بشوق وحماس ويطل عليهم كل أسبوع بقصص وحكايات ساهمت في تشكيل ثقافتهم وأصبحت جزءا من طفولة يسترجعها جيل الأمس من حين لآخر ببسمة واشتياق.
كما أوضح أن «ماجد» اليوم يكمل مسيرته كشاشة للأطفال ليستلم زمام المسؤولية التربوية للجيل الحالي ويشارك في توعية الأطفال بتراثهم وتعريفهم بهويتهم.

## انطلاق معرض أبو ظبي الدولي للكتاب
يأتي الإعلان عن ماجد تزامنا مع انطلاقة معرض أبوظبي الدولي الكتاب من الفترة 7 إلى 13 أيار إيمانا بدوره الهام في دعم مبادرات الحكومة للارتقاء بالثقافة العامة والتشجيع على القراءة، حيث تشارك القناة بجناح ضخم تعرض فيه لأول مرة فيلما قصيرا عن شخصية ماجد وأصدقائه من المتوقع أن يرسم البهجة والسعادة على وجوه الكبار والصغار كما يضم الجناح مسرحا لتجارب الأداء للفصل بين مواهب الأطفال واختيار الأفضل للانضمام إلى عائلة القناة.

## البرنامج

### إنتاجات القناة
- ماجد
- كسلان
- أمونة المزيونة
- النقيب خلفان
- كراملة
- مدرسة البنات
- فطين
- زكية الذكية
- يوميات فطين (عرض في رمضان 2021)
- فندق بصل وفلفل[4]
- حكايات أبو الظرفاء
- مستكشف ماجد
- تحدي البحث عن فضولي
- صديقي لومي
- حكايات شيهيرو
- عالم ماجد
- جمول

## برامج أخرى
(دون ترتيب)
- قوة غليتر
- المتزلجون الابطال
- منصور
- انا زهرة جونيور
- جيلي جام
- المستكشفان
- غورميتي
- بن و عصام
- دينوفروز
- بستان المعرفة
- غيكومان
- فريق الكنغر
- الدنيا روزي
- اينا مينا ديكا
- اللوح الرقمي
- القراصنة
- غومبي
- أنيتا وأصدقاؤها
- فريق بدانامو
- المتزلجون الاقوياء
- النحلة مايا
- جنود حفظ السلام
- جي جي أو فوتبول
- ماوكلي فتى الأدغال
- نادي الأطفال الماهرين
- سالي
- الفيكسيز
- ذا قانون ماجي
- فريق الأشرار
- اولاد كبار
- توبوت
- بوبا
- العميل راكان
- مهرتي الصغيرة
- حكايات تاتونكا
- بيل و سيباستيان
- زينة و نحول
- صاحب الظل الطويل
- افتح يا سمسم
- قيادة الأسد الحارس
- صوفيا الأولى
- ترانسفورمرز برايم
- فرانكلين والأصدقاء
- راجو
- ماركو بولو
- ديميتري
- أصدقاء الغابة
- مغامرات تشاك و الأصدقاء
- واندا والفضائي
- فرح (مسلسل مصري)
- ترانسفورمرز:آليون متخفون
- نادي المليونيرات السري
- أبطال سباق السيارات
- قرية كواكوا المائية
- لارفا
- أصغر رجل في العالم
- ايرنيست وسيليستين
- فقاعات بيب
- واحة أوسكار
- القوة الصغيرة
- ليو الحارس الغابة
- البقرة القط والمحيط
- آغي
- نينجا الفواكه
- ممكلة الحيوانات
- مغامرات مارتن الصباحية
- أطفال شارع سيجال
- يويو
- البومة والأصدقاء
- خمن الحل
- انه عالم كبير
- بوهلال وعياله
- ضخموصورس
- عالم الألغاز
- أوومكا وأنا
- قطار الحيوانات
- مغامرات كارلي والمملكة القديمة
- مغامرات ماهر
- حكايات بيت الأشجار
- حماة الفضاء
- مايلو
- طرائف جحا
- الصلصال المتحرك
- فهد البراري
- النينجا الصغار
- السنافر
- عندي سؤال
- تشي نشي بنج بنج
- فريق النخبة
- نفرتين على النيل
- مع الكواكب
- مزرعة المرح
- مستعد للتحليق
- تاينا و حراس الأمازون
- فريق الصحة
- السجين زيرو
- فئران ظريفة
- هالك وفريق القوة الخارقة
- كائنات الجرة
- ساحة المرح
- ساحرة تحت التدريب
- سالي
- الكلب ستنكي
- غارفيلد
- عمر وهنا
- الحيونات المرحة
- الدببة الصغار
- الوطواط بات
- مستعد للتحليق
- مع الكواكب
- بينتس
- تشارلي والعودة إلى المدرسة
- دريكرز
- جزيرة الهدايا
- سبايدر مان الأقوى
- زاتونيا
- فرسان الضواري
- كابتن ماجد
- كوكونت التنين الصغير
- يوميات لودلفيل
- ماروكو الصغيرة

## الأفلام
- رابونزل
- البحث عن نيمو
- الأبطال الستة (بيغ هيرو)
- حكاية لعبة
- الخارقون
- ديناصور
- شركة الوحوش
- جامعة المرعبين
- مولان
- رحلة جحا عبر الزمن
- رحلة جحا عبر الزمن في عصر الديناصورات
- الكابتن بينجو: مذكرات مندلينا

## انتقال القناة من التليفزيون إلى الإنترنت
في 1 نوفمبر 2022، قررت القناة نقل بثها من شاشات التليفزيون إلى أجهزة الإنترنت.
وقبلها في أكتوبر، أقرت القناة وضع شريط عاجل أسفل الشاشة، تنوه فيه المشاهدين بأنها إعتباراً من 01 نوفمبر، سيتوقف بثها التليفزيوني رسمياً وستنقله لصفحاتها في منصات التواصل الإجتماعي. لكن هذا لا يعني أن القناة ستغلق، وكان هذا ضمن قرار شبكة أبو ظبي للإعلام الذي كان ينص على بث القنوات في شبكة الإنترنت. ومنذ ذلك الحين، صارت القناة تُبث عبر الإنترنت، وقد نوهت إدارة القناة إلى أنه بالإمكان مشاهدة بث القناة المباشر عن طريق قناتها الرسمية في يوتيوب وعبر موقعها الرسمي.

## وصلات خارجية
- الموقع الرسمي